# Timonius longitubus
Timonius longitubus är en måreväxtart som beskrevs av Elmer Drew Merrill och Lily May Perry. Timonius longitubus ingår i släktet Timonius och familjen måreväxter.

## Underarter
Arten delas in i följande underarter:
- T. l. longitubus
- T. l. pubescens